# Helmut Kleinicke
Helmut Kleinicke (ur. 19 listopada 1907 w Wildemann, zm. 1979 w Clausthal-Zellerfeld) – niemiecki inżynier nadzorujący projekty budowlane w obozie koncentracyjnym Auschwitz-Birkenau. Wykorzystując swoją pozycję ratował Żydów z Holocaustu, za co w 2018 został odznaczony tytułem Sprawiedliwego Wśród Narodów Świata.

## Okres przedwojenny
Helmut Kleinicke urodził się 19 listopada 1907 w Wildemann w rodzinie leśników. W młodości studiował inżynierię. Wstąpił do partii nazistowskiej w 1933. Chociaż niektórzy ocalali twierdzili, że był oficerem SS w randze Obersturmbannführera, dotychczas nie znaleziono na to dowodów, jak również zaprzecza temu jego siostrzenica.

## Działalność w Auschwitz
W 1941 r. Kleinicke został zatrudniony w zespole, który miał za zadanie planowanie i budowę obozu koncentracyjnego w Auschwitz. Ożenił się w tamtym czasie z kobietą imieniem Cilly z którą przeprowadził się do Chrzanowa, miejscowości niedaleko miejsca tego pracy.
W Chrzanowie Kleinicke był odpowiedzialny m.in. za wybór zdolnych do pracy w obozie młodych Żydów. Inżynier traktował swoich robotników stosunkowo dobrze i starał się zapobiegać transportom do obozów śmierci w późniejszych latach wojny. Nie pozwalał członkom SS krzywdzić swoich pracowników, w miarę możliwości ostrzegał Żydów przed nadchodzącymi łapankami, ratował ich przed deportacją, ukrywał ich na strychu czy w szopie oraz pomagał w ucieczkach. Pod koniec 1943 jego przełożeni podejrzewali, że pomaga Żydom w ucieczce po zauważeniu tendencji do znikania Żydów pod jego opieką. W konsekwencji został usunięty ze stanowiska i wcielony do Wehrmachtu do walki na froncie. Holokaust przeżyło wielu jego pracowników, którzy po wojnie przedstawili świadectwo jego czynów.

## Okres powojenny
Po kapitulacji Niemiec Kleinicke został zaaresztowany przez Brytyjczyków w lipcu 1945 r. Na skutek deklaracji i pism składanych przez uratowanych przez niego Żydów został on uwolniony w marcu 1949. Zamieszkał z żoną i jedyną córką w Clausthal-Zellerfeld. Według jego córki czuł się winny, że nie uratował więcej istnień, a jego wyrzuty sumienia powodowały, że nie był on w stanie odpowiadać na listy Żydów, których uratował. W styczniu 1979 doznał udaru mózgu i zmarł kilka miesięcy później.

## Oznaczenia
W maju 2018 roku Jad Waszem uznał Kleinicke za Sprawiedliwego Wśród Narodów Świata w maju 2018. Ceremonia odbyła się 14 stycznia 2020, a Kleinicke został 628. Niemcem, który został uhonorowany przez organizację.